# Argulus mississippiensis
Argulus mississippiensis is een visluizensoort uit de familie van de Argulidae. De wetenschappelijke naam van de soort is voor het eerst geldig gepubliceerd in 1916 door Wilson C.B..